# Salvelinus thingvallensis
Salvelinus thingvallensis är en fiskart som först beskrevs av Saemundsson, 1908.  Salvelinus thingvallensis ingår i släktet Salvelinus och familjen laxfiskar. Inga underarter finns listade i Catalogue of Life.
Salvelinus thingvallensis har mörkbruna kroppssidor med gula fläckar eller punktar. Undersidan har en beige eller gul färg och hos flera individer finns svarta märken på strupen. Fisken har en svarta bukfenor och alla andra fenor är beige (ibland med ljusa punkter). Överkäkens framkant ligger före underkäkens framkant. De största exemplar är 24 cm långa.
Denna fisk förekommer endemisk i sjön Þingvallavatn i sydvästra Island. Den når där ett djup av 10 meter. Födan utgörs främst av vattenlevande sniglar som kompletteras med insektslarver. Individerna parar sig för första gången när de är 2 till 4 år gamla. Äggens befruktning sker främst mellan oktober och november. I områden med kalla källor sker fortplantningen mellan juli och september. Några exemplar blir 17 år gamla. Arten är nattaktiv och gömmer sig på dagen mellan stenar.
Vid sjön som ligger i en nationalpark förekommer ingen jord- eller skogsbruk. Därför är beståndet inte hotad. IUCN kategoriserar arten globalt som livskraftig.